# Càmera PTZ

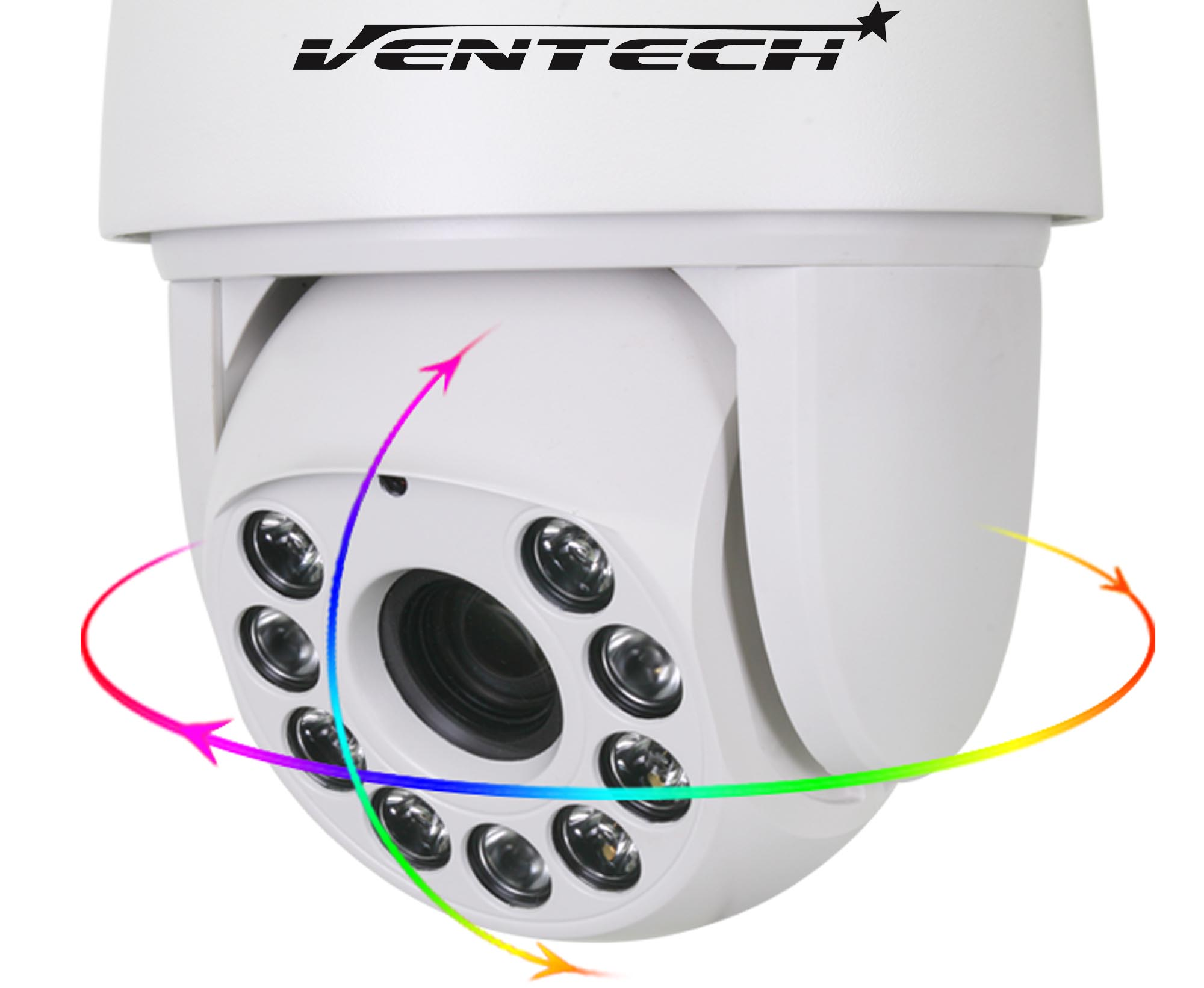
Càmera PTZ ventech amb zoom de 30x

Moviment de rotació de la càmera en un pla horitzontal ("panning" en anglès)

Moviment de rotació de la càmera en un pla vertical ("tilt" en anglès)

El terme càmera PTZ té dos usos dins la indústria dels productes de seguretat de vídeo i vigilància. En primer lloc, és un acrònim de "pan-tilt-zoom" en anglès i pot referir-se només a les característiques de les càmeres de vigilància específiques. En segon lloc, «càmeres PTZ» també pot descriure tota una categoria de càmeres amb seguiment automàtic, en què el so, el moviment, els canvis en l'empremta de calor -o una combinació d'aquests factors- activa la càmera, l'enfocament i canvis en el camp de visió.

## Característiques
Les càmeres PTZ poden girar al voltant de dos eixos, un d'horitzontal i un altre vertical, així com acostar-se o allunyar-se (zoom) per enfocar una àrea o objecte de forma manual o automàtica. Dit d'una altra manera, aquest tipus de càmeres és capaç de girar en un pla vertical (tilt en anglès) i en un pla horitzontal (panning), a més d'acostar-se o allunyar-se de forma manual o automàtica.

## Tipus
1. Càmera PTZ d'exterior: poden suportar els elements atmosfèrics i de temperatura millor que les d'interior. Les carcasses impermeables amb una certificació IP indica una protecció adequada contra els elements naturals.
2. Càmera IP: les càmeres de protocol d'Internet (IP) es poden desplegar mitjançant wifi o Power over Ethernet (PoE).
3. Càmera PTZ sense fils: són un mitjà habitual per transferir dades a llargues distàncies quan la instal·lació del cable seria costosa o inconvenient. Normalment, això es fa mitjançant tecnologia Wi-Fi, tot i que es poden utilitzar conjunts de transmissors per convertir senyals analògics.
4. Càmera PTZ PoE: es pot alimentar i connectar a Internet amb un sol cable Ethernet, eliminant la necessitat de cablejat addicional.
5. Càmera PTZ analògica: les càmeres PTZ analògiques (CCTV) utilitzen un senyal de vídeo analògic per capturar imatges de vigilància i es connecten a gravadores de vídeo digitals (DVR) mitjançant cables coaxials. Normalment, no poden transmetre dades de vídeo per si soles i requereixen una gravadora digital.

## Funcions
Algunes de les funcions que es poden incorporar a una càmera PTZ inclouen:
- Estabilització d'imatge: ajuda a reduir l'efecte de la vibració en un vídeo (pot ser òptica (OIS) o electrònica (EIS)).

- Màscara de privacitat: permet bloquejar o emmascarar determinades àrees de l'escena durant la visualització o gravació.

- Posicions predefinides: moltes càmeres PTZ i les de tipus "domo" permeten programar posicions predefinides, normalment entre 20 i 100.

- Seguiment automàtic (Auto Tracking, en anglès): és una funció de vídeo intel·ligent que detecta automàticament el moviment d'una persona o objecte i el segueix dins la zona de cobertura de la càmera.

## Programari de control o de seguiment
El programari és un element clau en les últimes versions de càmeres remotes PTZ perquè determina el controlador de la càmera. Existeixen diferents tipus de programari per al control o seguiment, hi ha quatre opcions que se solen utilitzar amb freqüència: el controlador per navegador web incorporat, el centre de control de múltiples càmeres PTZ, el seguiment automàtic per a PC i el seguiment automàtic per a servidors.
El programari pel seguiment automàtic és un sistema de reconeixement facial i detecció de moviment del cos humà d'alta precisió, que permet a les càmeres PTZ un seguiment automàtic d'alta precisió amb un mínim d'error. Aquest programari és una de les últimes aportacions al sistema d'aquest tipus de càmeres ideat per l'empresa de tecnologia i electrònica Panasonic. El programari de Panasonic, a través de la càmera, utilitza reconeixement facial altament precís i detecció de cos humà d'alt rendiment. La funció de detecció del cos humà utilitza tecnologia d'aprenentatge profund que acumula i aprèn de desenes de milers d'imatges humanes, aconseguint una detecció altament precisa fins i tot en entorns amb poca visibilitat.
Per tal de complir amb el RGPD, el sistema de seguiment automàtic guarda a la seva base de dades, la imatge i nom de les persones registrades en el sistema per al seu funcionament. Aquesta base de dades està emmagatzemada localment en el PC o Servidor, no en línia, administrat per la seguretat personal de cada empresa.